# Münster (Tirol)
Münster település Ausztriában, Tirolban a Kufsteini járásban található. Területe 27,82 km², lakosainak száma 3 165 fő, népsűrűsége pedig 110 fő/km² (2014. január 1-jén). A település 534 méteres tengerszint feletti magasságban helyezkedik el.

## Fordítás
- Ez a szócikk részben vagy egészben  a   Münster, Tyrol című angol Wikipédia-szócikk ezen változatának fordításán alapul.  Az eredeti cikk szerkesztőit annak laptörténete sorolja fel. Ez a jelzés csupán a megfogalmazás eredetét és a szerzői jogokat jelzi, nem szolgál a cikkben szereplő információk forrásmegjelöléseként.